# Cabells trenats dels reis de França, Maria Antonieta i Lluís XVI

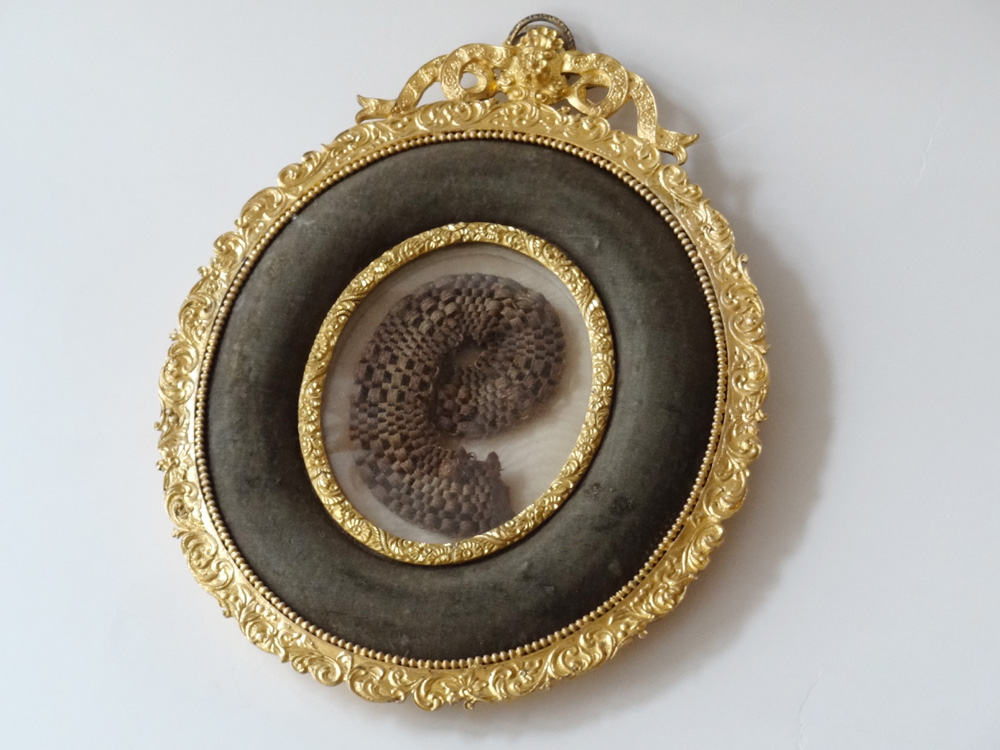
Cabells

Els Cabells trenats dels reis de França, Maria Antonieta i Lluís XVI són una peça destacada del Museu de la Perruqueria Raffel Pages, creat pel mateix Raffel Pagès, que es troba a Barcelona. Es tracta d'un objecte d'artesania realitzada amb cabells, amb un marc de bronze cisellat i cabells naturals trenats, que fa 19 cm de diàmetre i es creu que és del 1800.

## Història
L'artesania realitzada amb cabells va ser una pràctica molt recurrent durant els segles xviii i xix, estesa a tot Europa i molt especialment a França.
Es realitzaven quadres decoratius –marines, quadres florals, paisatgístics- amb cabells comprats als mercats i utilitzats en diferents tonalitats com a fil de cosir. També era costum realitzar diaris amb els flocs de cabells de cada un dels membres d'una unitat familiar, o bé, com en el cas que ens ocupa, realitzar joiera amb cabells de familiars i éssers estimats.
El medalló que conté cabells trenats del reis de França és un d'aquests casos. Els cabells de Maria Antonieta i Lluís XVI estan teixits entre si formant un braçalet curiós.
Probablement els cabells de la reina són de l'època en què va tenir el seu primer fill i Léonard, el seu perruquer, va aconsellar-li per fer front a una pèrdua important de cabells deguda al post-part de tallar-los-hi i conservar-los per fer joies a les seves donzelles, amigues i familiars.
Aquesta obra en concret apareix ressenyada pel periodista Jules Claretie, que parla del braçalet en un article publicat el 1880, després d'haver visitat la Comtessa de Bassanville, vinculada a la Cort Reial francesa i aleshores propietària del braçalet.
De la mà de la mateixa Comtessa de Bassanville, es pot llegir escrit en francès darrere el medalló: "Aquest braçalet de cabells de Lluís XVI i de Maria Antonietta em va estar donat el 1854 per la senyora Welsch, dona del cònsol general dels Estats Units." Signat: Bassanville